# Boomtown
Boomtown är en amerikansk polisserie som sändes i USA i två säsonger 2002–2003. Serien skapades av Graham Yost. I Sverige visas den 2016 på Fox.

## I rollerna
- Joel Stevens – Donnie Wahlberg
- Bobby "Fearless" Smith – Mykelti Williamson
- David McNorris – Neal McDonough
- Ray Hecler – Gary Basaraba
- Teresa Ortiz – Lana Parrilla
- Tom Turcotte – Jason Gedrick
- Andrea Little – Nina Garbiras